# 이홍우 (작가)
이홍우(1963년 4월 1일 ~ )은 대한민국의 극작가이다.

## 생애
경상북도 경산군 자인면 출신으로 국어국문학을 전공하고, 1998년 문학박사 학위를 취득했다.
계명대학교, 대구대학교 국어국문학과에서 학생들을 가르쳤고, 한국드라마학회 이사, 무천극예술학회 회장, 밀양영화학교 이사로 활동 중이다.

## 작품 목록
- 《뮤지컬 북경반점》
- 《이돌근, 죽데기로 광먹다》
- 《원수, 만나다》
- 《아, 광개토!》
- 《봉선화》

## 저서
- 《한국희곡과 극적상황》(1999년)
- 《한국현대희곡론》(1999년)
- 《연극의 이해》(1999년)
- 희곡집《캄차카반도 4750미터 클류체프스카야 산의 하얀웃음》(2003년)